# Augustin Simmel Ndiaye
Augustin Simmel Ndiaye (ur. 2 stycznia 1959 w Fadiouth) – senegalski duchowny rzymskokatolicki, biskup Saint-Louis du Sénégal od 2025.  

## Życiorys
Święcenia kapłańskie przyjął 9 kwietnia 1983 i został inkardynowany do archidiecezji Dakar.
2 kwietnia 2025 papież Franciszek mianował go biskupem Saint-Louis du Sénégal. Sakry udzielił mu 12 lipca 2025 metropolia senior dakarski, arcybiskup Benjamin Ndiaye. 